# Arenaria delavayi
Arenaria delavayi är en nejlikväxtart som beskrevs av Adrien René Franchet. Arenaria delavayi ingår i släktet narvar, och familjen nejlikväxter. Inga underarter finns listade i Catalogue of Life.